# Conurbación de Babahoyo
La conurbación de Babahoyo o área metropolitana de Babahoyo es una área metropolitana del Ecuador ubicada en el Sur de la Provincia de Los Ríos, y sus alrededores. Babahoyo es una ciudad de 153.776 habitantes con su conurbación hace una población grande de medio millón de habitantes y todos los cantones se encuentran cerca de la ciudad esto incluye a cantones de las provincias de Guayas, Bolívar y la Provincia de Los Ríos los cantones que forman parte de la Conurbación de Babahoyo son:
|       | Cantón           | Pob. (2022) | Área (km²) | Cabecera Cantonal |
| ----- | ---------------- | ----------- | ---------- | ----------------- |
|       | Babahoyo         | 178.509     | 1.076      | Babahoyo          |
|       | Baba             | 45.296      | 516        | Baba              |
|       | Montalvo         | 28.354      | 362        | Montalvo          |
|       | Puebloviejo      | 40.961      | 336        | Puebloviejo       |
|       | Urdaneta         | 33.151      | 377        | Catarama          |
|       | Ventanas         | 73.211      | 282        | Ventanas          |
|       | Vinces           | 80.909      | 693        | Vinces            |
|       | Caluma           | 15.607      | 175        | Caluma            |
|       | Chimbo           | 15.524      | 262        | Chimbo            |
|       | San Miguel       | 28.349      | 570        | San Miguel        |
|       | Baquerizo Moreno | 25.526      | 218        | Baquerizo Moreno  |
|       | Simón Bolívar    | 29.427      | 359        | Simón Bolívar     |
| Total | Total            | 594.824     | 5226       |                   |

La superficie total de los 12 cantones unidos es de 5.226 km² y es la 5.ª área metropolitana más poblada del país con una población total de 528,462 habitantes.
La razón por este gran crecimiento en la Zona metropolitana de Babahoyo se debe al desarrollo económico de la capital fluminense en los últimos años. La mayoría de los habitantes, trabajadores, estudiantes prefieren ir a Babahoyo por cuestiones de salud, educación, trabajo,  vivienda, servicios públicos, etc y todos los que vienen a esta ciudad provienen de los cantones antes mencionados. Una razón por su alta población se debe también a que Babahoyo se encuentra en un gran momento de desarrollo económico tanto en obras de gran magnitud o en inversión privada como urbanizaciones etc, y es un punto de union entre la costa y la sierra.